# John Deere 2130
Le John Deere 2130 est un tracteur agricole à deux ou quatre roues motrices produit par la firme John Deere.
D'une puissance de 73,8 ch DIN, il est fabriqué dans l'usine allemande de John Deere à Mannheim entre 1973 et 1977, les moteurs étant produits en France à Saran.

## Historique
Le John Deere 2130 fait partie des modèles de basse et moyenne puissance de la « gamme 30 » qui sont fabriqués en Allemagne à Mannheim dans les ancienne usines Lanz tandis que les modèles plus puissants sont construits aux États-Unis. Cette gamme prend le relais de la « gamme 20 » dont certains modèles continuent d'être fabriqués jusqu'en 1975.
Le 2130 est fabriqué de 1973 à 1979 ; il remplace le 2120 dont la production s'arrête en 1972.

## Caractéristiques

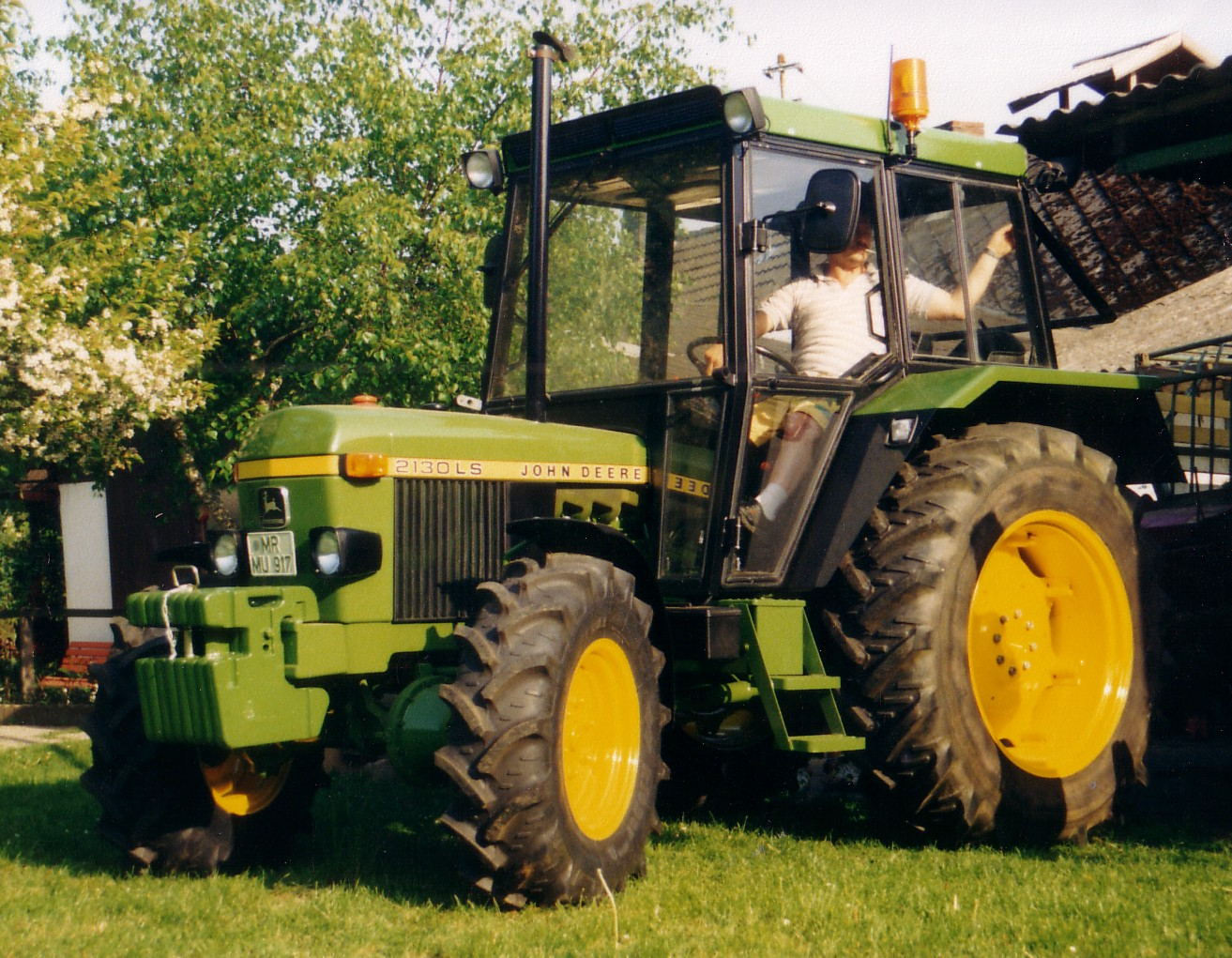
John Deere 2130 (2e génération), quatre roues motrices et PPI.

Le moteur Diesel qui équipe le 2130 est fabriqué dans l'usine française de Saran. À injection directe et comportant quatre cylindres en ligne (alésage 106 mm et course 110 mm), d'une cylindrée totale de 3 900 cm3, il développe une puissance de 73,8 ch DIN au régime de 2 660 tr/min.
La boîte de vitesses comporte huit rapports avant et quatre rapports arrière ; avec l'option « High-Low » (amplificateur de couple), le nombre de rapports est doublé : 16 AV et 8 AR ; sa vitesse maximale est limitée à 24,6 km/h. Le tracteur possède une prise de force arrière indépendante tournant à 540 tr/min. Il est le premier tracteur John Deere à être équipé en série d'une direction hydrostatique.
La tracteur peut, dès le début de l'année 1975, être équipé de la cabine insonorisée et spacieuse PPI (Poste de Pilotage Intégré) conçue spécifiquement pour John Deere par la firme danoise Sekura pour répondre aux normes sonores, dont celles imposées au Royaume-Uni en 1976.
Le dessin du capot et de la face avant est modifié en septembre 1975 et aligné sur les formes plus fluides des tracteurs de la gamme 30 produits aux États-Unis, ce qui procure une identité visuelle commune à l'ensemble des tracteurs John Deere.
Si les premiers exemplaires produits ne comportent que deux roues motrices, un pont avant moteur à transmission hydraulique est proposé à partir de 1974 puis un pont avant à transmission mécanique à partir de 1978.
La masse à vide en ordre de marche du tracteur s'établit à 2 710 kg.